# Tích phân lặp
Trong giải tích, một tích phân lặp là kết quả của việc áp dụng tích phân cho hàm nhiều hơn một biến (ví dụ {\displaystyle f(x,y)} hoặc {\displaystyle f(x,y,z)}) theo cách mỗi tích phân xem xét một vài biến như là các hằng số cho trước. Ví dụ, hàm {\displaystyle f(x,y)}, nếu {\displaystyle y} được coi là một tham số cho trước có thể lấy tích phân đối với {\displaystyle x}, {\displaystyle \int f(x,y)dx}.
Kết quả sẽ là hàm của {\displaystyle y} và do đó tích phân của nó có thể được xét. Nếu các điều kiện trên thỏa mãn, kết quả sẽ là tích phân lặp
{\displaystyle \int \left(\int f(x,y)\,dx\right)\,dy.}
Cần chú ý rằng khái niệm về tích phân lặp, về nguyên tắc, hoàn toàn khác với tích phân bội
{\displaystyle \iint f(x,y)\,dx\,dy.}
Mặc dù thông thường hai loại tích phân này có thể khác nhau, định lý Fubini phát biểu rằng trong một số điều kiện nhất định, chúng là tương đương nhau.
Ký hiệu thay thế dành cho tích phân lặp
{\displaystyle \int dy\int f(x,y)\,dx}
cũng được sử dụng.
Tích phân lặp được tính toán theo thứ tự toán tử chỉ định bởi các dấu ngoặc đơn (trong ký hiệu sử dụng chúng). Các phép tính toán bắt đầu từ tích phân trong cùng.

## Ví dụ

### Một phép tính đơn giản
Cho tích phân lặp
{\displaystyle \int \left(\int (x+y)\,dx\right)\,dy}
tích phân
{\displaystyle \int (x+y)\,dx={\frac {x^{2}}{2}}+yx}
được tính trước và rồi kết quả được sử dụng để tính tích phân đối với y.
{\displaystyle \int ({\frac {x^{2}}{2}}+yx)\,dy={\frac {yx^{2}}{2}}+{\frac {xy^{2}}{2}}}
Tuy nhiên, cần lưu ý rằng các ví dụ trên đã bỏ qua các tích phân hằng. Sau tích phân đầu tiên được xác định với {\displaystyle x}, ta cần đưa ra một hàm "hằng" của {\displaystyle y}, một cách thận trọng. Bởi vì, nếu ta muốn tính tích phân hàm số trên với {\displaystyle x}, bất kì số hạng nào chỉ chứa {\displaystyle y} sẽ biến mất, để lại hàm được xét tích phân ban đầu. Tương tự với tích phân thứ hai, ta sẽ có một hàm "hằng" của {\displaystyle x}, vì ta đã tính tích phân hàm trên với {\displaystyle y}. Theo cách này, các phép tính tích phân vô hạn sẽ không có nhiều ý nghĩa đối với các hàm nhiều biến.

### Tính quan trọng của thứ tự
Thứ tự của các tích phân được tính rất quan trọng trong việc tính tích phân lặp, đặc biệt khi hàm lấy tích phân không liên tục trên miền của tích phân. Ví dụ, trong đó các trình tự khác nhau dẫn đến kết quả khác nhau thường cho các hàm phức tạp như một trong các ví dụ sau.
Cho chuỗi {\displaystyle 0<a_{1}<a_{2}<\cdots }, sao cho {\displaystyle a_{n}\rightarrow 1}. Đặt {\displaystyle g_{n}} là hàm liên tục không triệt tiêu trong khoảng {\displaystyle (a_{n},a_{n+1})}  và bằng không ở các khoảng khác, sao cho {\displaystyle \int _{0}^{1}g_{n}=1} với mọi {\displaystyle n}. Xác định
{\displaystyle f(x,y)=\sum _{n=0}^{\infty }(g_{n}(x)-g_{n+1}(x))g_{n}(y).}
Trong tổng kết trước, tại mỗi khoảng {\displaystyle (x,y)}, cụ thể, có nhiều nhất một số hạng khác không. Với hàm này ta có
{\displaystyle \int _{0}^{1}\left(\int _{0}^{1}f(x,y)\,dy\right)\,dx=1\neq 0=\int _{0}^{1}\left(\int _{0}^{1}f(x,y)\,dx\right)\,dy}